# Фильмы, аспирин и хищники
«Фильмы, аспирин и хищники» (порт. Cinema, Aspirinas e Urubus) — бразильский фильм, снятый в 2005 году.

## Сюжет
Действие фильма происходит в 1942 году, во время засухи в Северо-восточном регионе. Немец Иоганн (Питер Кетнат), скрывающийся от войны, попал в Бразилию. Он ездит по стране, продавая аспирин. Ему нравится путешествовать.
По дороге он подбирает Ранулфу (Жуан Мигел). Тот мечтает выбраться из «дыры», попасть в Рио-де-Жанейро и найти там работу. Он помогает Иоганну в его ремесле.
Иоганна кусает змея. Ранулфу выхаживает его. Иоганн учит Ранулфу водить машину.
22 августа 1942 года Бразилия вступает во Вторую мировую войны. Всем немцам предписывается явиться в концентрационные лагеря или покинуть страну.
Иоганн выбрасывает документы и вместе с беженцами от засухи едет на работы на плантации резинового дерева в Амазонас. Перед этим он оставляет машину Ранулфу.

## Награды
- Приз образовательной системы Франции на Каннском кинофестивале 2005 года
- Несколько призов кинофестивалей в Бразилии и Латинской Америке.